# So-net
So-net（ソネット）是索尼网络通信股份有限公司（ソニーネットワークコミュニケーションズ株式会社）的品牌和公司旧称。它是日本的電信ISP，於1995年11月1日由索尼成立並全資經營，業務範圍涵蓋固网电信与移动电话等。

## 日本
- 1995年11月，索尼公司、日本索尼音樂、索尼金融國際（日语：ソニーファイナンスインターナショナル）（Sony Finance International）共同出資成立索尼通信网络有限公司（ソニーコミュニケーションネットワーク株式会社）。
- 1996年1月，開始提供網路服務。
- 1997年，推出極受歡迎的電子寵物軟體PostPet（日语：PostPet）。
- 2001年8月，开始提供ADSL服务。
- 2002年5月，開始提供光纖上網服務。
- 2006年10月1日，更名為So-net娛樂股份有限公司（ソネットエンタテインメント株式会社）。
- 2008年2月28日，开始作为MVNO提供移动通信服务「bitWarp（日语：bitWarp）」。
- 2011年10月3日，推出基于NTT DOCOMO网络的移动通信服务「So-net Mobile 3G」（So-net モバイル 3G），网络升级至LTE后更名「So-net Mobile LTE（日语：So-net モバイル LTE）」。
- 2012年8月9日，索尼公司收购其全部股份。
- 2013年1月1日，完全成为索尼的子公司。
- 2013年4月15日，发布当时世界最快的2Gbps光纤到户服务「NURO光（日语：NURO光）」，后升级至最高10Gbps[1]。
- 2013年7月1日，更名為So-net有限公司（ソネット株式会社）。
- 2016年3月，成為索尼移动子公司。
- 2016年7月，更名為索尼网络通信有限公司（ソニーネットワークコミュニケーションズ株式会社）。
- 2016年10月1日，推出基于NTT DOCOMO和軟銀网络的移动通信服务「nuromobile（日语：nuroモバイル）」，并取代此前的服务[2]。

### 日本國內事業
- Motion Portrait
- Gamepod
- So-net Media Networks
- So-net M3
- So-net Kadokawa Link Corporation
- Zeta Bridge Corporation
- ENIGMO Inc
- Koozyt, Inc.
- actvila
- Dena
- So-net Ciptial Partners
- ADS Globe Partners
- NURO光（日语：NURO光）

## 海外發展

### 臺灣

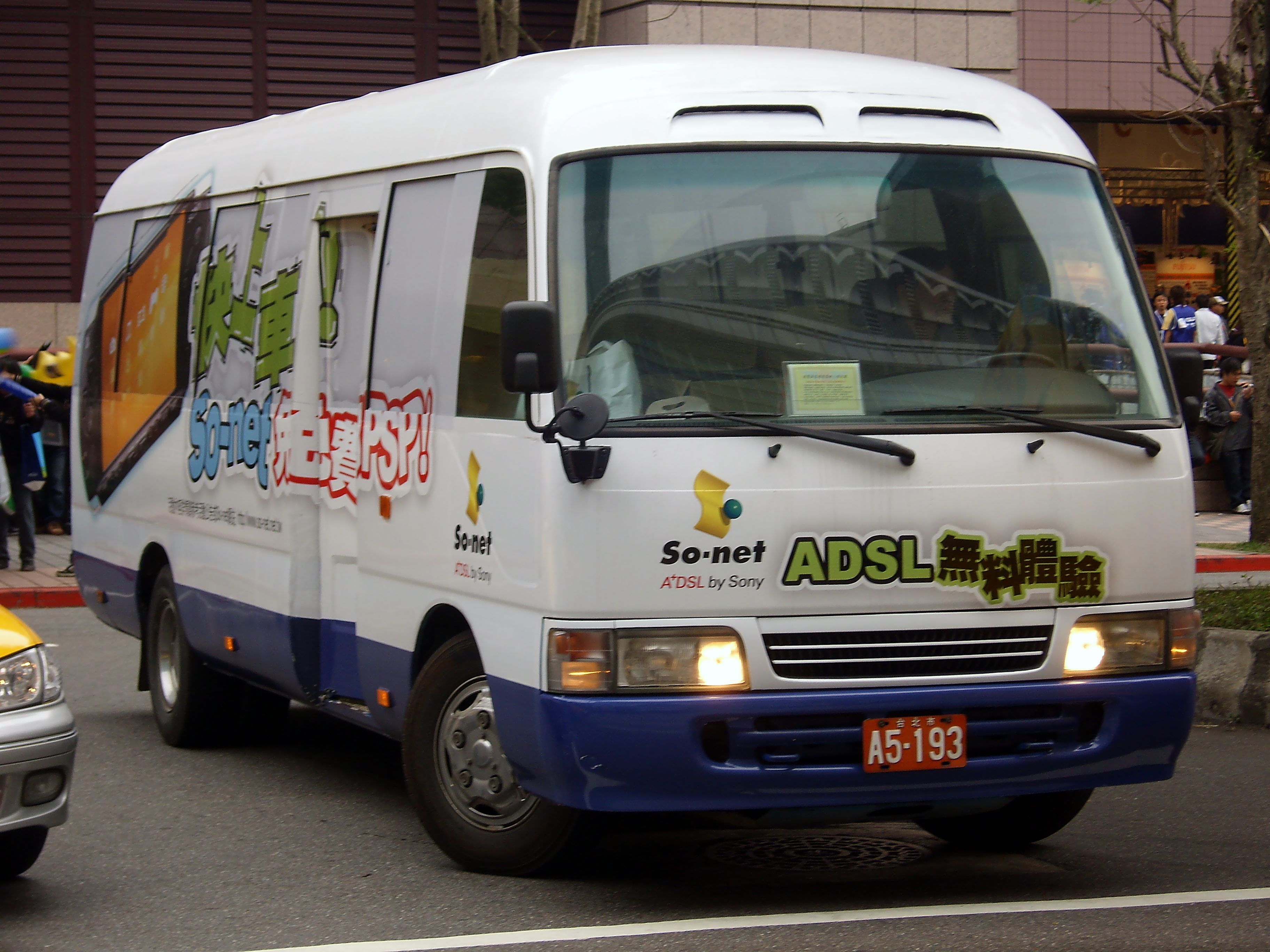
2007年資訊月臺北區的So-net宣傳車

- 2001年4月，So-net起初與和信電訊宣布合資，雙方合資的持股比例分別為85%與15%[4]。8月，「台灣索尼通訊網路股份有限公司」（Sony Network Taiwan Limited）成立，並開始提供ADSL與56K撥接上網服務[4]。10月31日，臺灣So-net與「新絲路科技股份有限公司」（New Silkera Network Corp.）簽約，臺灣So-net承接新絲路科技近一萬名的撥接上網用戶，新絲路科技退出撥接上網市場[4]。臺灣So-net剛開始以「So Easy So Fun」口號，強調日式寬頻服務。
- 自2002年4月開始，以「SONY專業的ADSL」、「ADSL by Sony」為號召，並且大手筆的贈送羅技高等級的「極光無影手」鍵盤滑鼠組開始，打亂ADSL市場，並迫使已經毫無利潤的ADSL市場競爭對手也開始以贈品、價格戰搶佔市場。在2003年7月的交通部電信總局官方資料統計上，中華電信HiNet因市場競爭過於激烈，使其市佔率一度低於七成市佔率，直到2004年臺灣寬頻市場完全飽和。至2006年7月為止，臺灣So-net擁有16萬名用戶，並成為臺灣第三大網路服務提供業者。
- 2002年12月，臺灣So-net與臺灣Sony共同成立直營通路Dreamix。2004年10月，Dreamix更名為So-net Plaza。
- 自2004年起，因寬頻ADSL已經達飽和、成長停滯，臺灣So-net逐漸轉型。2005年6月，推出「BeYou」部落格平台。2005年9月，推出「一番市場」線上購物網站。當時臺灣So-net已經完全成為日本So-net子公司，也是現存Sony在海外唯一一家ISP。
- 2008年1月，臺灣So-net的中文全名更名為「台灣碩網網路娛樂股份有限公司」（So-net Entertainment Taiwan Limited）[4]，並製作第一個電玩節目《電玩大帝國》先後在民視無線台與華視主頻播出。
- 2009年3月18日，台灣碩網與中華電信簽署投資協議，中華電信參與台灣碩網現金增資，中華電信投資新台幣6000萬元並取得台灣碩網30%股權，台灣碩網將網路設備由原先承租的新世紀資通機房遷至中華電信機房[4]；因此，台灣碩網用戶後來亦可向中華電信申請租用MOD服務。
- 2016年10月，臺灣So-net於日本東京都品川區設立「So-net Game Studio Limited」，作為確實落實日本製手機遊戲本土化的開發據點，10月3日正式開始運作[4]。
- 2017年5月，臺灣So-net品牌重塑，調整品牌識別系統為「So-net Entertainment Taiwan」。
- 2021年7月，臺灣So-net慶祝成立20週年，以旗下三大核心服務打造三姊妹看板娘：長女「網路姬」、次女「遊戲姬」、老么「音樂姬」[5]。

### 香港
在香港，成立於2001年7月，So-net網路服務是隸屬在香港新力有限公司旗下的服務，於2001年起透過租用電訊盈科的網絡推出網路服務，並以「BroadBand by Sony」為號召。比臺灣So-net更不同的是，除了價格戰外，So-net HK更直接以簽約送Sony電子產品，搶佔香港已經飽和的寬頻用戶市場。So-net HK在香港市場上與台灣一樣對ISP業者造成不小的壓力，到2004年為止達到4萬用戶規模；但因無法達成獲利目標，於2004年7月退出香港市場，並將所有用戶轉移至電訊盈科旗下的寬頻互聯網服務網上行。

## 外部連結
- 官方网站：索尼网络通信（日語）
- 官方网站：So-net（日語）
- 官方网站：NURO光（日語）
- 官方网站：nuro行動通訊（日語）
- So-net的X（前Twitter）（日語）
- So-net的Facebook專頁（日語）
- YouTube上的So-net頻道（日語）
- 官方网站：So-net臺灣（繁體中文）
- So-net Entertainment Taiwan Limited的Facebook專頁（繁體中文）